# Aulonium trisulcum
Aulonium trisulcum là một loài bọ cánh cứng trong họ Zopheridae. Loài này được Geoffroy miêu tả khoa học năm 1785.